# Maison du Roi
Maison du Roi is een gehucht in de Belgische provincie Waals-Brabant Het ligt op de grens van Vieux-Genappe, deelgemeente van de stad Genepiën, en Plancenoit, deelgemeente van de gemeente Lasne.
Het ligt bijna vijf kilometer ten noorden van het dorpscentrum van Vieux-Genappe, en ruim een kilometer ten zuidwesten van het dorpscentrum van Plancenoit. Net ten zuiden ligt het gehucht Vieux Manants.

## Geschiedenis
Op de Ferrariskaart uit de jaren 1770 wordt hier een gehucht La Maison du Roy weergegeven, langs de steenweg van Brussel naar Charleroi (Chaussée de Bruxelles à Namur et Charleroij). Net ten zuiden daarvan toont de kaart een gehucht Vieux Manans

## Bezienswaardigheden
- De historische hoeve Ferme de Manchart of Ferme du Hameau du Roy

## Verkeer en vervoer
Maison du Roi ligt langs de N5, de weg van Brussel naar Charleroi.
Deelgemeenten: Baisy-Thy · Bousval · Genepiën · Glabais · Houtain-le-Val · Loupoigne · Oud-Genepiën · Ways

Overige plaatsen: La Bruyère · Bruyère Madame · Baisy · Basse-Laloux · Le Chantelet· Chênemont · Dernier Patard · La Falise · Ferrières · Les Flamandes · Fonteny · Foriest · Fosty · Hattain · Houtain-le-Mont · La Hutte · La Motte  · Loncée · Maison du Roi · Noirhat · Pallandt · Promelles · Quatre Bras · Ry-d'Hez · Sclage · Thy · Trou-du-Bois · Vieux Manants · Wanroux

Belgische gemeenten · Arrondissement Nijvel · Waals-Brabant · Wallonië